# Зия, Камар
Камар Зия (англ. Qamar Zia, 15 января 1954) — пакистанский хоккеист (хоккей на траве), вратарь. Бронзовый призёр летних Олимпийских игр 1976 года.

## Биография
Камар Зия родился 15 января 1954 года.
В 1976 году вошёл в состав сборной Пакистана по хоккею на траве на летних Олимпийских играх в Монреале и завоевал бронзовую медаль. Играл на позиции вратаря, провёл 4 матча, пропустил 8 мячей (по два от сборных ФРГ, Новой Зеландии, Австралии и Нидерландов).
В 1975—1982 годах провёл за сборную Пакистана 44 матча. 